# Anika Mauer
Anika Mauer (* 24. Februar 1974 in Bernau bei Berlin) ist eine deutsche Schauspielerin.

## Werdegang
Anika Mauer absolvierte die polytechnische Oberschule in Berlin-Adlershof und war Kinderdarstellerin beim Fernsehen der DDR. Ihr Abitur legte sie in Berlin-Marzahn ab. Von 1995 bis 1999 besuchte sie die Hochschule für Schauspielkunst „Ernst Busch“ Berlin. Von 1998 bis 2001 war sie Mitglied im Ensemble des Bremer Theaters. Danach war sie bis 2005 Mitglied im Ensemble des Deutschen Theaters Berlin.
Seit 2005 arbeitet Mauer freiberuflich, dreht Filme, macht Fernsehen und trat unter anderem 2011 in der Uraufführung von Udo Lindenbergs Musical Hinterm Horizont auf. In der Theatersaison 2013/2014 wurde sie zu Berlins beliebtester Schauspielerin gewählt, wie schon 2010, als sie zusammen mit dem Ensemble des Stücks „Ewig Jung“ am Renaissance-Theater den Goldenen Vorhang erhielt.

## Musik
Die Band Mathilda um den Texter und Komponisten Florian Bald und die Sängerin Anika Mauer gründete sich im Spätherbst 2003. Im Sommer 2004 erhielt sie den renommierten „Nachwuchsförderpreis für junge Songpoeten“ der Hanns-Seidel-Stiftung in Zusammenarbeit mit dem Bayerischen Rundfunk. 2009 trennt sich die Band von Anika Mauer.

## Fernsehen
- 1999: Kill Me Softly – Frauenmord in Frankfurt
- 2000: Adelheid und ihre Mörder
- 2000: Großstadtrevier
- 2001: Der Verleger
- 2002: Herzschlag – Das Ärzteteam Nord
- 2003: Doppelleben
- 2003: SOKO Leipzig
- 2004: SK Kölsch
- 2004: Großstadtrevier
- 2005: Der Adler – Die Spur des Verbrechens
- 2006: SOKO Leipzig
- 2006: Hinter Gittern – Der Frauenknast
- 2007: Im Namen des Gesetzes
- 2010: Allein gegen die Zeit
- 2015, 2021: In aller Freundschaft – Die jungen Ärzte
- 2022: Polizeiruf 110: Seine Familie kann man sich nicht aussuchen (Fernsehreihe)
- 2024: SOKO Leipzig: Um ein Haar (Fernsehserie)

## Filme
- 2000: Amerika
- 2002: Wasteland
- 2002: Ganz und Gar
- 2004: Rot ist die Liebe
- 2005: Rendezvous
- 2009: Blinde Passagiere
- 2010: police stories
- 2020: Wir können nicht anders
- 2021: Dürer (Dokudrama bei Arte über Albrecht Dürer)[3]

## Hörspiele
- 1998: Peter Steinbach: Warum ist es am Rhein so schön… (Junge Schauspielerin) – Regie: Hans Gerd Krogmann (Hörspiel – WDR/DLR)
- 2013: Eva Lia Reinegger: Jähnicke schmeckt’s – Regie: Stefanie Lazai (Kriminalhörspiel – DKultur)
- 2014: Thilo Reffert: Das Milliardengrab – Regie: Petra Feldhoff (Kriminalhörspiel – WDR)

## Auszeichnungen
- 2000: Kurt-Hübner-Preis für herausragende schauspielerische Leistung der Bremer Theaterfreunde e. V.
- 2010: Goldener Vorhang (Publikumspreis des Berliner Theaterclubs) als Ensemblemitglied des Stücks Ewig Jung (zusammen mit Angelika Milster, Katharine Mehrling, Dieter Landuris, Guntbert Warns, Timo Dierkes und Harry Ermer) für deren Darstellung am Renaissance-Theater
- 2014: Goldener Vorhang für die Rolle der Wanda in Venus im Pelz, der Constanze in Die ideale Frau und der Mrs. Cheveley in Der ideale Mann sowie ihren Auftritt in der Revue Ich weiß nicht, zu wem ich gehöre am Renaissance-Theater
- 2019 Rolf-Mares-Preis für die Rolle Sophie im gleichnamigen Stück